# Séisme de 2024 au Vanuatu
Le séisme de 2024 au Vanuatu est un tremblement de terre de magnitude 7,3 survenu le 17 décembre 2024 à 12 h 47 min 26 s et dont l'épicentre est localisé au large de l'île d'Éfaté, à une trentaine de kilomètres à l'ouest de Port-Vila, capitale du pays. L'hypocentre du séisme se trouve à 57,1 kilomètres de profondeur. Des répliques surviennent dans les heures suivantes, dont une de magnitude 5,5 seulement cinq minutes après la première secousse.

## Contexte

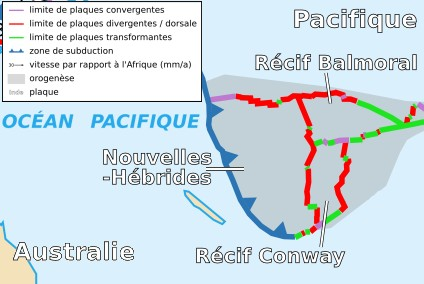
Plaques tectoniques des Nouvelles Hébrides.

Le Vanuatu est situé sur la ceinture de feu du Pacifique, l'une des zones les plus actives dans le monde d'un point de vue tectonique et volcanique,,,. Éfaté, l'île où se trouve la capitale Port-Vila, a déjà connu des séismes violents, notamment celui de 2011.

## Caractéristiques
La secousse principale se produit le 17 décembre 2024 à 12 h 47 min 26 s (1 h 47 min 26 s UTC). Son épicentre se trouve dans l'océan Pacifique, à l'ouest d'Éfaté, à une trentaine de kilomètres de Port-Vila,. Son hypocentre se situe à une profondeur de 57,1 kilomètres.
Le séisme est lié au mouvement d'une faille normale dans le contexte de la subduction de la plaque australienne sous la plaque pacifique.
Un nouveau séisme de magnitude 6,1, considéré comme une réplique, se produit le 22 décembre,.

## Conséquences
Éfaté est la région du pays la plus touchée. À Port-Vila, la capitale, de nombreux édifices s'effondrent dont des bâtiments officiels comme celui abritant les ambassades américaine, française et néo-zélandaise,,. Des ponts se sont effondrés et des glissements de terrain sont rapportés,. Des coupures d'eau, d'électricité, de réseau téléphonique et d’Internet sont constatées. Les vols à destination et au départ de l'aéroport international Bauerfield sont suspendus.
Le bilan humain fait état de 12 morts et de plus de 210 blessés,. Durant les premières heures après la secousse, 16 morts étaient décomptés avant que le bilan ne soit revu à la baisse.
L'état d'urgence est décrété pour une semaine et un couvre-feu est mis en place.